# Josef Stalder
Josef Stalder-Fuchs (ur. 6 lutego 1919, zm. 2 marca 1991 w Lucernie) – szwajcarski gimnastyk. Wielokrotny medalista olimpijski.
Brał udział w dwóch igrzyskach olimpijskich – w Londynie (1948) i Helsinkach (1952). Najcenniejszy, złoty krążek, zdobył w1948 w ćwiczeniach na drążku. Ponadto po trzy razy zdobywał srebrne i brązowe medale (m.in. w wieloboju). Był wielokrotnym medalistą mistrzostw świata, w 1950 triumfował w ćwiczeniach na koniu z łękami i w ćwiczeniach wolnych.
W 1952 został wybrany sportowcem roku w Szwajcarii.

## Starty olimpijskie (medale)
Londyn 1948
- drążek –  złoto
- drużyna –  srebro

Helsinki 1952
- drążek, drużyna –  srebro
- wielobój, poręcze –  brąz